# Nototheniops nybelini
Nototheniops nybelini és una espècie de peix pertanyent a la família dels nototènids.

## Descripció
- Pot arribar a fer 15,9 cm de llargària màxima.
- Cap espina i 38-40 radis tous a l'aleta dorsal i cap espina tampoc i 36-39 radis tous a l'anal.[6][7]

## Hàbitat
És un peix d'aigua marina i batidemersal, el qual viu entre 90 i 400 m de fondària.

## Distribució geogràfica
Es troba al Pacífic sud-oriental (Xile) i l'oceà Antàrtic (les illes Pere I, Shetland del Sud i Òrcades del Sud).

## Observacions
És inofensiu per als humans.